# Mongolia en los Juegos Olímpicos de Nagano 1998
Mongolia estuvo representada en los Juegos Olímpicos de Nagano 1998 por tres deportistas masculinos que compitieron en dos deportes.
El portador de la bandera en la ceremonia de apertura fue el patinador de velocidad en pista corta Boldyn Sansarbileg. El equipo olímpico mongol no obtuvo ninguna medalla en estos Juegos.